# Accident d'un Douglas Dakota de Derby Aviation
Le 7 octobre 1961, un Douglas Dakota IV affrété par la compagnie britannique Derby Aviation s’est écrasé sur le versant nord-est du pic du Canigou, dans le département des Pyrénées-Orientales en France, tuant les 34 personnes présentes à bord.

## Enquête
Faute de preuves suffisantes, les enquêteurs ont conclu à des erreurs de pilotage.

## Les débris de l'avion
Le site de l'accident est traversé par le sentier de grande randonnée 10 (GR10), et de nombreux débris de l'épave y étaient dispersés pendant plus 60 ans. En 2023, une opération de nettoyage a été réalisée par des bénévoles afin retirer les plus grands morceaux de la carlingue. Une plaque commémorative sera apposée sur le lieu de l’accident pour honorer la mémoire des victimes.